# 所羅門·基維科里亞
所羅門·基維科里亞（1992年2月6日—）是一位格鲁吉亚足球運動員，在場上司職後衛。他現在效力於沙特阿拉伯足球联赛球會阿科多。他也是格魯吉亞國家足球隊的一員。

## 榮譽
喀山红宝石
- 俄羅斯杯冠軍 : 2011–12

莫斯科火車頭
- 俄羅斯足球超級聯賽冠軍 : 2017–18
- 俄羅斯杯冠軍 :  2016–17, 2018–19[2]

## 外部連結
- 所羅門·基維科里亞 at 俄羅斯足球超級聯賽
- Soccerway資料庫：所羅門·基維科里亞